# Louis Cyr
Louis Cyr, původním jménem Cyprien-Noé Cyr (10. října 1863 Saint-Cyprien-de-Napierville – 10. listopadu 1912 Montréal) byl Kanaďan, který je označován za jednoho z nejsilnějších mužů všech dob.
Narodil se v rodině frankofonních Kanaďanů, byl druhý nejstarší ze sedmnácti dětí. Pracoval jako farmář, dřevorubec a policista, od mládí vystupoval jako pouťový silák. Byl vysoký 177 cm a vážil 132 kg, obvod bicepsu měl 61 cm a obvod lýtka 71 cm. Vytvořil řadu rekordů: na jediném prstu zvedl 280 kg, dokázal udržet proti sobě čtyři tažné koně, unesl na zádech desku, na níž bylo osmnáct mužů o celkové váze 1950 kg. Padesátikilogramovou činku zvedl do předpažení 27× po sobě a váhu 860 kg dostal do výšky dvaceti centimetrů.
V závěru života trpěl v důsledku nadváhy zdravotními problémy, zemřel na nefritidu ve věku 49 let.
Je po něm pojmenován park v Montréalu, kde se nachází i jeho socha. V roce 2013 byl o něm natočen životopisný film Louis Cyr, l'homme le plus fort du monde s Antoinem Bertrandem v hlavní roli.